# ホソバテンナンショウ
ホソバテンナンショウ（細葉天南星、学名:Arisaema angustatum）は、サトイモ科テンナンショウ属の多年草。別名、ハウチワ。
小葉間の葉軸が発達した鳥足状に分裂した葉を2個つけ、仏炎苞は緑色になり、仏炎苞口辺部は狭く耳状に開出する。小型の株は雄花序をつけ、同一のものが大型になると雌花序または両性花序をつける雌雄偽異株で、雄株から雌株に完全に性転換する。

## 特徴
植物体の高さは100cmに達する。偽茎部や鞘状葉にある斑は赤味が強い傾向にあり、偽茎部は葉柄よりはるかに長く、偽茎部の葉柄基部の開口部は襟状に開出する。葉はふつう2個つき、葉身は鳥足状に9-17個に分裂し、小葉間の葉軸が発達する。小葉は披針形から狭楕円形で、先端と基部はとがり、縁はふつう全縁であるが、しばしば細かい鋸歯があることがある 。
花期は4-5月、葉と花序が伸び、花序は葉の展開よりやや早く展開	し、花序柄は葉柄とほぼ同じ長さかまたは長く、花序は葉より上部に位置する。仏炎苞は緑色で縦に白い筋があり、仏炎苞筒部は円筒形になり、筒部口辺部がやや狭く耳状に開出し、開出部はしばしば半透明になることがある。仏炎苞舷部は筒部より短く、卵形から広卵形で、先は鋭頭から鋭突頭になり、基部はやや横に張り出し、舷部内面には隆起する細かい脈はない。舷部の縁はときに紫色を帯び、まれに微細な突起があることがある。花序付属体は基部に柄があり、下部はやや太く、先端に向かって細くなり、そのまま直立するか上部でやや前方に曲がる。1つの子房に-5-8個の胚珠がある。果実は秋に赤く熟す。染色体数は2n=28。

## 分布と生育環境
日本固有種。本州の関東地方、中部地方、近畿地方、岡山県に分布し、低山地から山地の林下や林縁に生育する。

## 名前の由来
和名ホソバテンナンショウは、「細葉天南星」の意であるが、ナガバマムシグサ A. undulatifolium のように細長いわけではない。
種小名（種形容語）angustatum は、「狭くなった」「細くなった」の意味

## ギャラリー

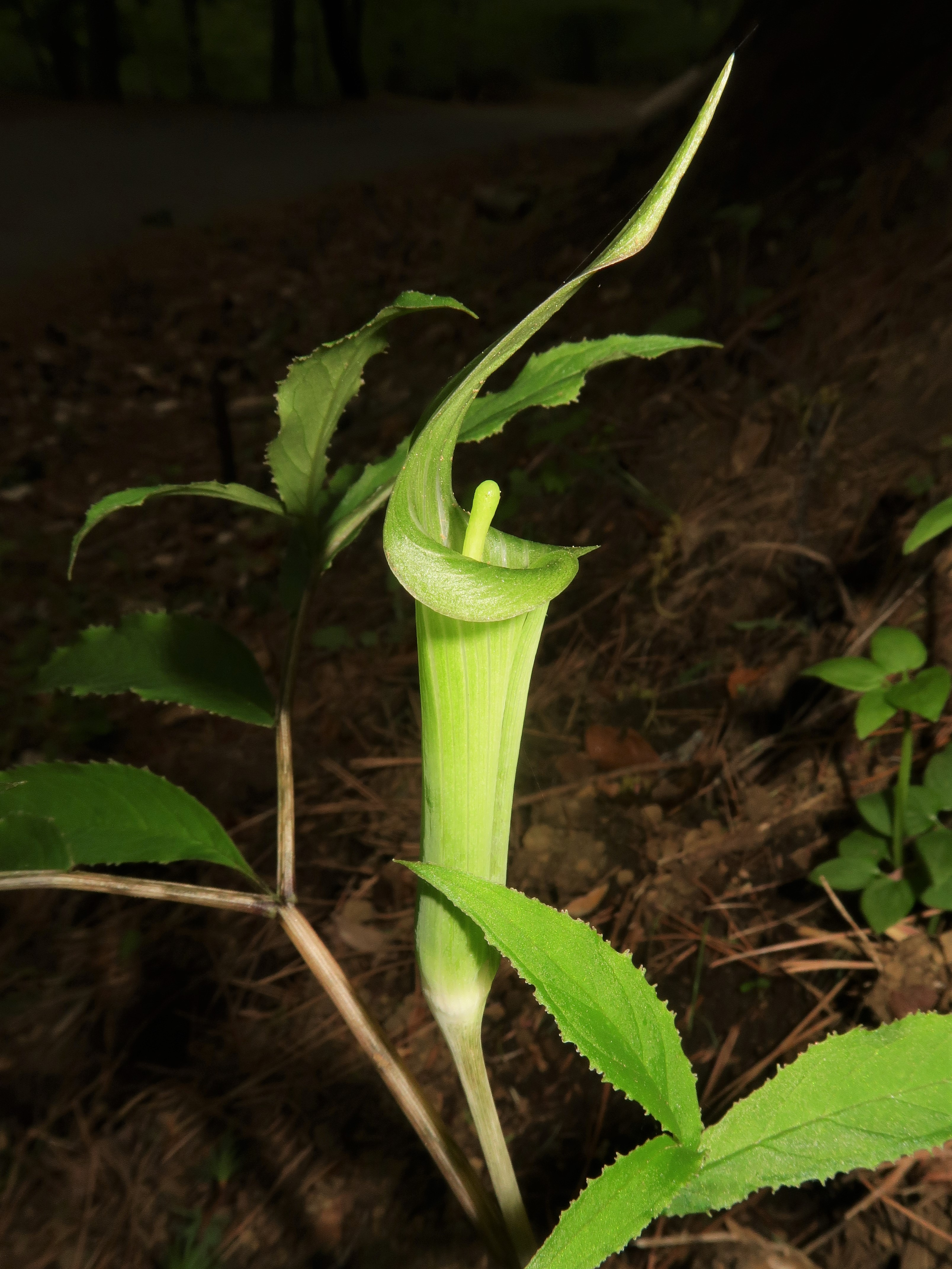
仏炎苞は緑色で縦に白い筋があり、筒部は円筒形になり、筒部口辺部がやや狭く耳状に開出する。花序付属体の先端は細い棒状になる。
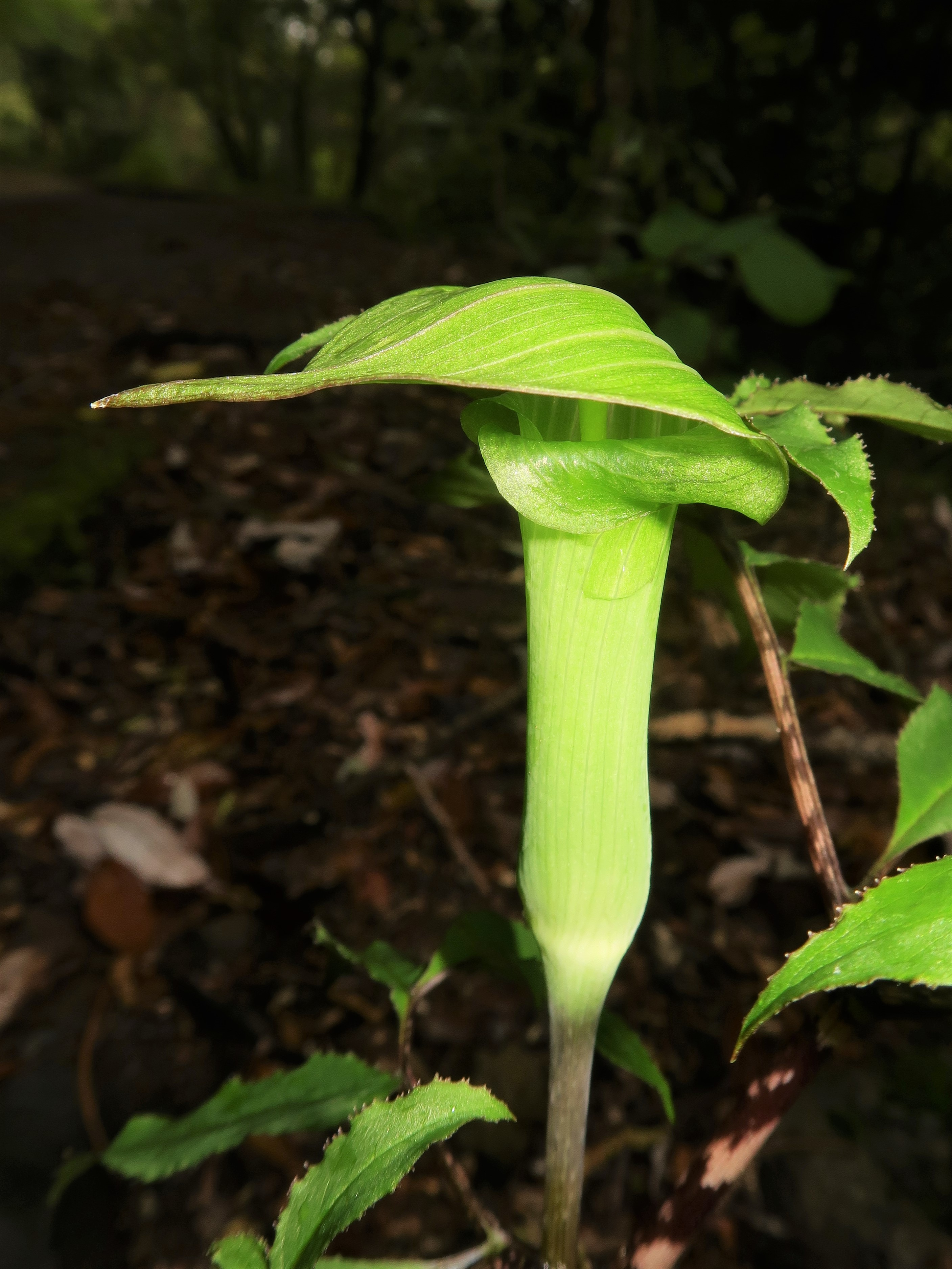
仏炎苞筒部口辺部は、しばしば半透明になることがある。舷部の縁が紫色を帯びた個体。
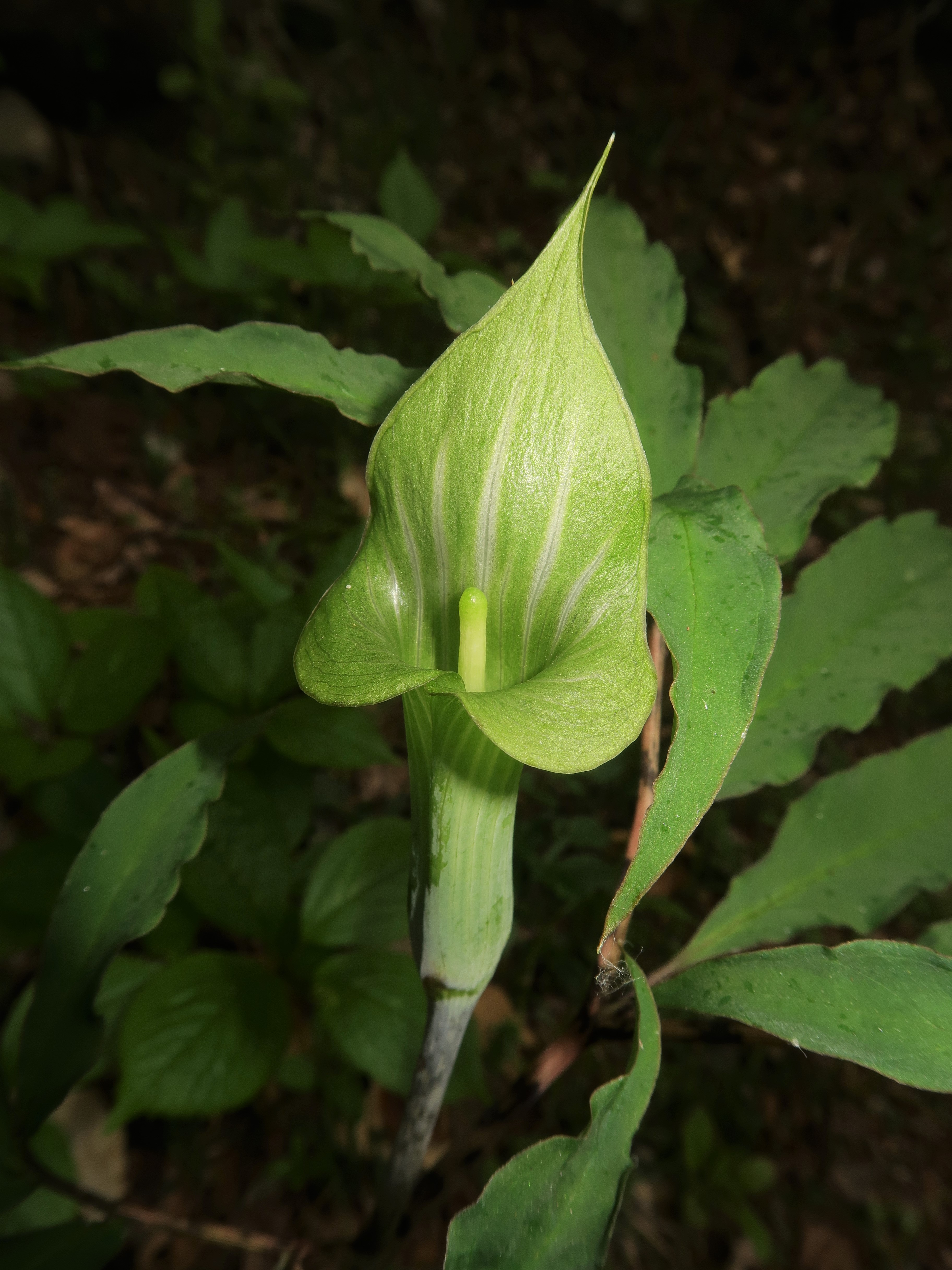
舷部を立たせて撮影。仏炎苞舷部は筒部より短く、卵形から広卵形で、先は鋭頭から鋭突頭になり、基部はやや横に張り出し、舷部内面には隆起する細かい脈はない。
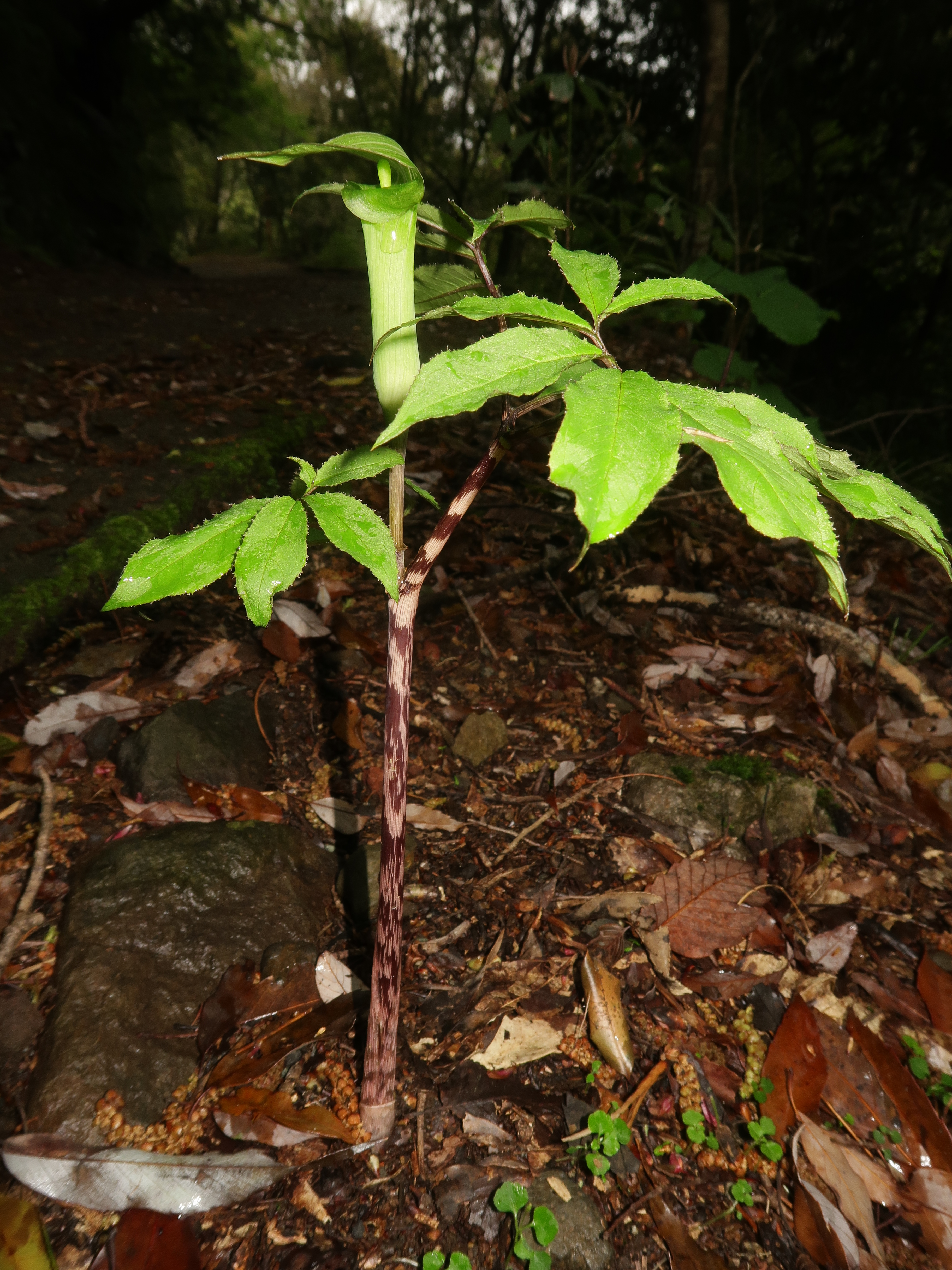
花序は葉より上部に位置する。偽茎部にある斑は赤味が強い傾向にある。
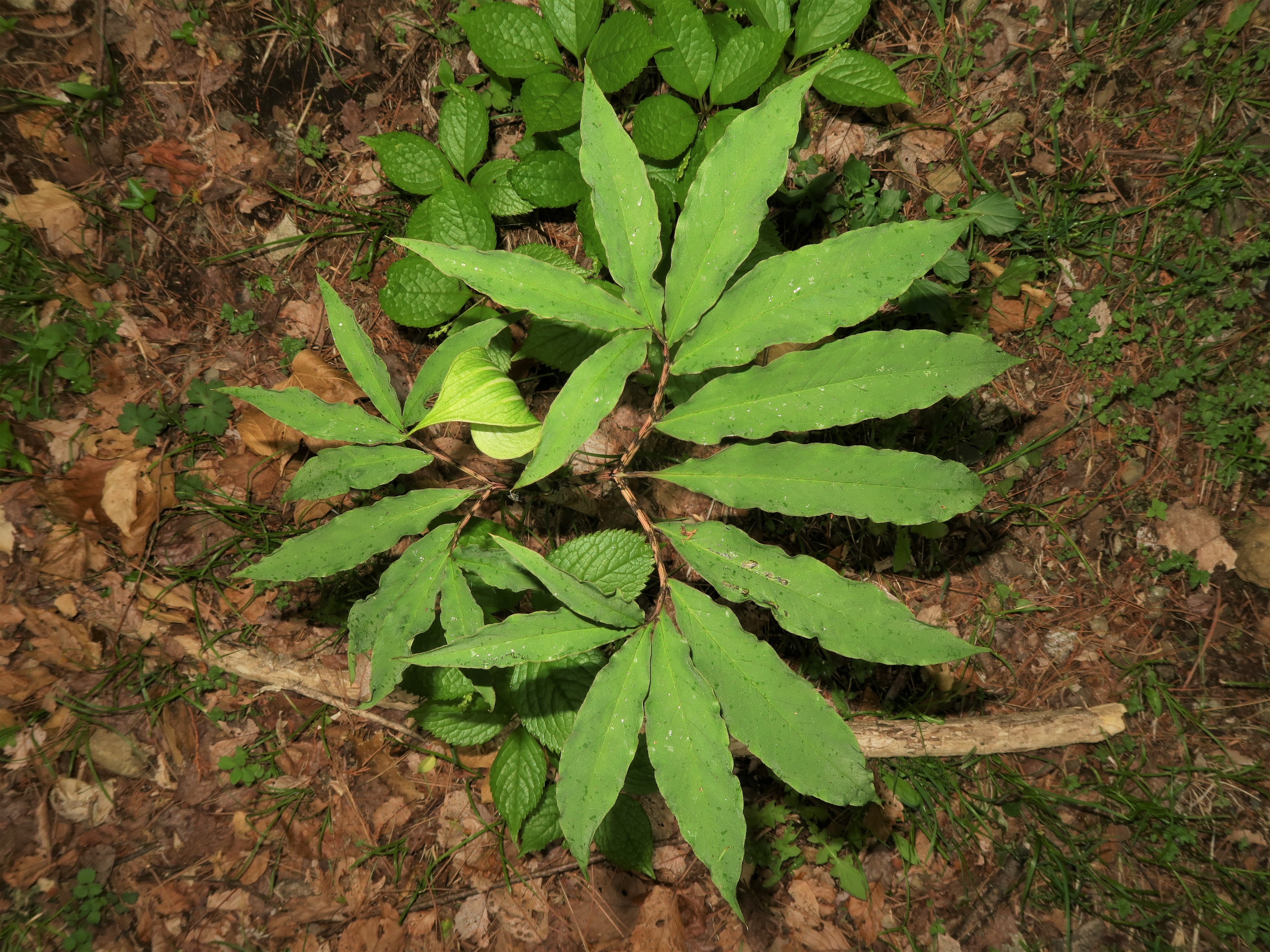
葉は2個つき、葉身は鳥足状に分裂し、小葉間の葉軸が発達する。この個体の小葉は、下位につく第1葉は13個、上位につく第2葉は9個ある。
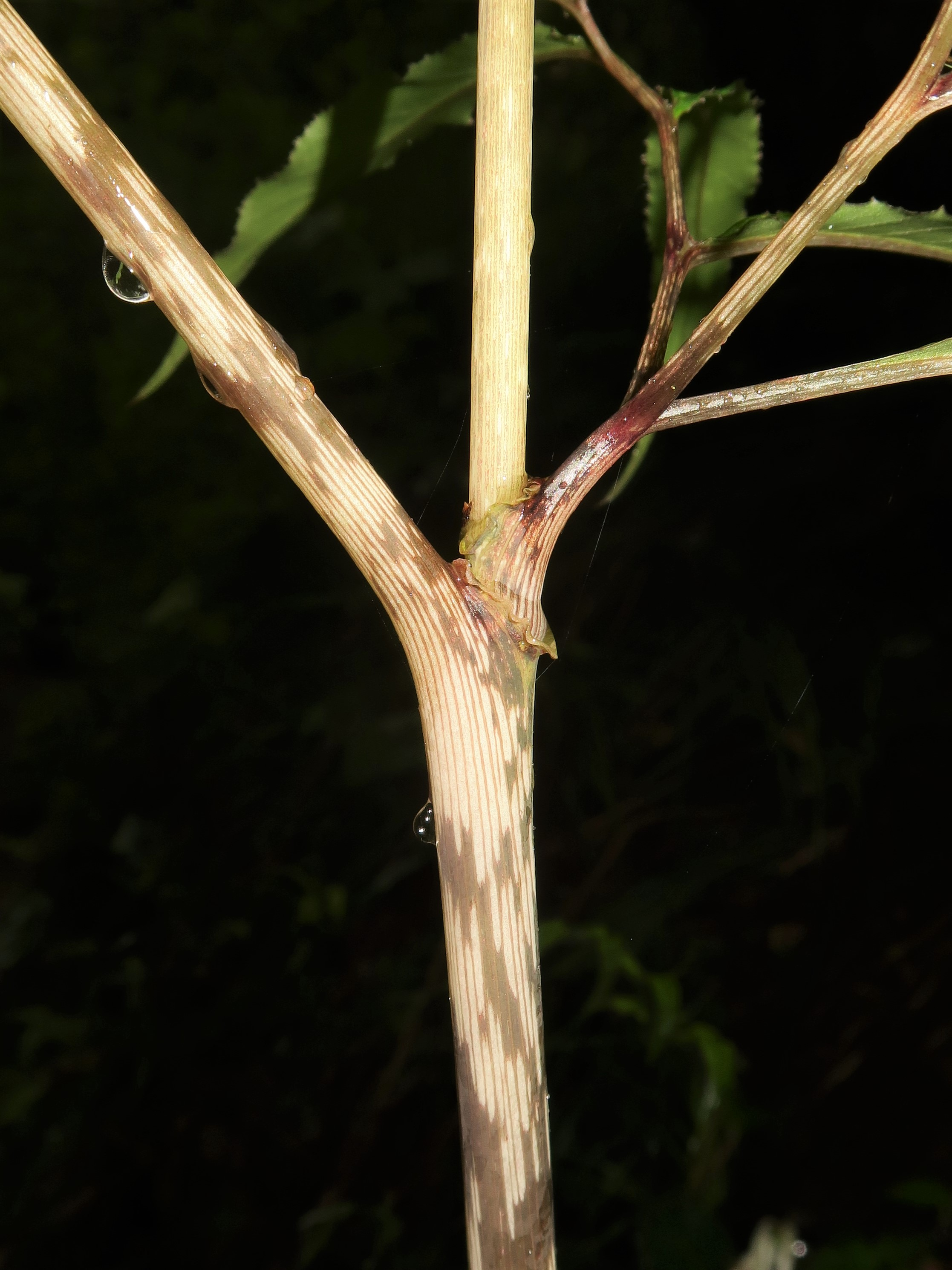
偽茎部の葉柄基部の開口部は襟状に開出する。
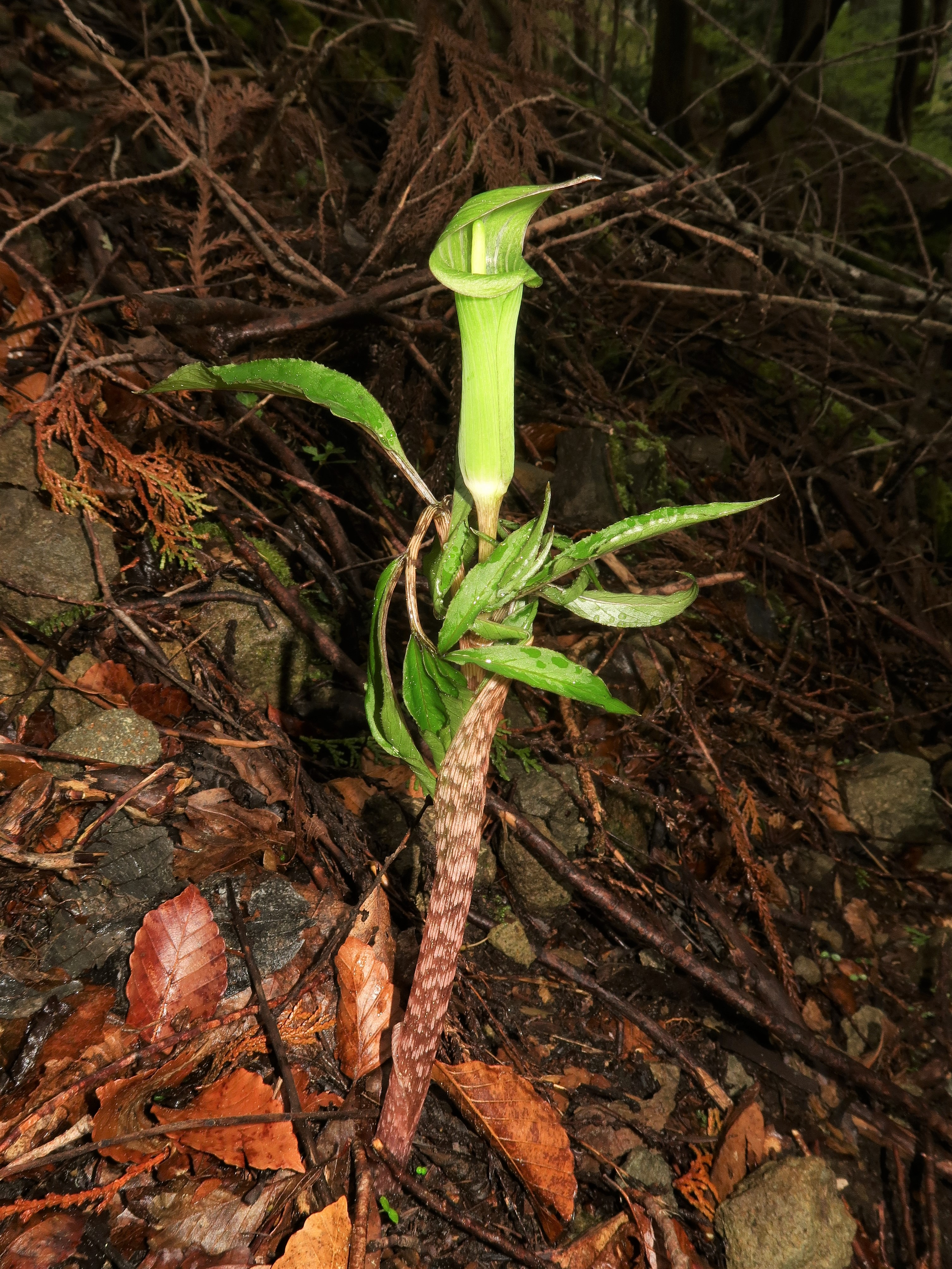
花序は葉の展開よりやや早く展開する。

## 近縁種
同属のウメガシマテンナンショウ A. maekawae に似るが、同種は仏炎苞筒部口辺部が耳状に広がらないで狭く開出し、舷部内面が粉白色で乳頭状の細突起が生じ、花序付属体は太い棒状で先端はややふくらむのに対し、本種は仏炎苞筒部口辺部がやや狭く耳状に開出し、舷部内面に粉白色に見える乳頭状の細突起はなく、花序付属体は細い棒状となることが異なる。
また、ミヤママムシグサ A. pseudoangustatum にもよく似るが、同種は仏炎苞が葉の展開より遅く展開し、仏炎苞筒部口辺部はやや前に傾いて狭く反曲し、仏炎苞舷部の下半面がしばしば半透明になる。本種は仏炎苞が葉の展開よりやや早く展開する。なお、ミヤママムシグサの種小名（種形容語）pseudoangustatum は、pseudo-angustatumであり、「～に似た」「偽の～」 -「狭くなった」「細くなった」の意味であるが、この場合、「ホソバテンナンショウに似た」の意味になる。